# Interlands Angolees voetbalelftal 2010-2019
Deze pagina toont een chronologisch en gedetailleerd overzicht van de interlands die het Angolees voetbalelftal heeft gespeeld in de periode 2010 – 2019.

## Interlands

### 2010
|                                                     |        |       |        |  |
| 3 januari Vriendschappelijk № ?? «onderlinge duels» | Angola | 1 – 1 | Gambia |  |
| 3 januari Vriendschappelijk № ?? «onderlinge duels» |        |       |        |  |

| Afrika Cup 2010 |
| --------------- |

|                                                                      |        |       |      |  |
| 10 januari Afrika Cup 2010 Groep A № ?? «onderlinge duels» 20:00 uur | Angola | 4 – 4 | Mali |  |
| 10 januari Afrika Cup 2010 Groep A № ?? «onderlinge duels» 20:00 uur |        |       |      |  |

|                                                                      |        |       |        |  |
| 14 januari Afrika Cup 2010 Groep A № ?? «onderlinge duels» 19:30 uur | Angola | 2 – 0 | Malawi |  |
| 14 januari Afrika Cup 2010 Groep A № ?? «onderlinge duels» 19:30 uur |        |       |        |  |

|                                                                      |        |       |          |  |
| 18 januari Afrika Cup 2010 Groep A № ?? «onderlinge duels» 17:00 uur | Angola | 0 – 0 | Algerije |  |
| 18 januari Afrika Cup 2010 Groep A № ?? «onderlinge duels» 17:00 uur |        |       |          |  |

|                                                                          |        |                  |       |                                                                                           |
| 24 januari Afrika Cup 2010 Kwartfinale № ?? «onderlinge duels» 17:00 uur | Angola | 0 – 1            | Ghana | Estádio 11 de Novembro, Luanda Toeschouwers: 50.000 Scheidsrechter: Mohamed Benouza (ALG) |
| 24 januari Afrika Cup 2010 Kwartfinale № ?? «onderlinge duels» 17:00 uur |        | 15' Asamoah Gyan |       | Estádio 11 de Novembro, Luanda Toeschouwers: 50.000 Scheidsrechter: Mohamed Benouza (ALG) |

|  |  |  |  |  |  |  |  |  |

|                                                             |                 |       |                    |                                                                                                   |
| 3 maart Vriendschappelijk № ?? «onderlinge duels» 16:00 uur | Angola          | 1 – 1 | Letland            | Estádio Nacional 11 de Novembro, Luanda Toeschouwers: 17.000 Scheidsrechter: António Caxala (ANG) |
| 3 maart Vriendschappelijk № ?? «onderlinge duels» 16:00 uur | Ricardo Job 76' |       | 45' Ģirts Karlsons | Estádio Nacional 11 de Novembro, Luanda Toeschouwers: 17.000 Scheidsrechter: António Caxala (ANG) |

|                                                  |                     |       |        |                                                                                      |
| 13 mei Vriendschappelijk № ?? «onderlinge duels» | Mexico              | 1 – 0 | Angola | Reliant Stadium, Houston Toeschouwers: 70.099 Scheidsrechter: Baldomero Toledo (USA) |
| 13 mei Vriendschappelijk № ?? «onderlinge duels» | Andrés Guardado 52' |       |        | Reliant Stadium, Houston Toeschouwers: 70.099 Scheidsrechter: Baldomero Toledo (USA) |

|                                                                 |        |                                              |         |                                                                                    |
| 11 augustus Vriendschappelijk № ?? «onderlinge duels» 21:30 uur | Angola | 0 – 2                                        | Uruguay | Estádio do Restelo, Lissabon Toeschouwers: 1.500 Scheidsrechter: Hugo Miguel (POR) |
| 11 augustus Vriendschappelijk № ?? «onderlinge duels» 21:30 uur |        | 84' (pen.) Edinson Cavani 90' Abel Hernández |         | Estádio do Restelo, Lissabon Toeschouwers: 1.500 Scheidsrechter: Hugo Miguel (POR) |

|                                                      |                              |       |        |  |
| 12 oktober Vriendschappelijk № ?? «onderlinge duels» | Verenigde Arabische Emiraten | 0 – 2 | Angola |  |
| 12 oktober Vriendschappelijk № ?? «onderlinge duels» |                              |       |        |  |

### 2011
|                                                     |      |       |        |  |
| 2 januari Vriendschappelijk № ?? «onderlinge duels» | Iran | 1 – 0 | Angola |  |
| 2 januari Vriendschappelijk № ?? «onderlinge duels» |      |       |        |  |

|                                                     |               |       |        |  |
| 4 januari Vriendschappelijk № ?? «onderlinge duels» | Saoedi-Arabië | 0 – 0 | Angola |  |
| 4 januari Vriendschappelijk № ?? «onderlinge duels» |               |       |        |  |

|                                                               |       |       |        |  |
| 26 maart Kwalificatie Afrika Cup 2012 № ?? «onderlinge duels» | Kenia | 2 – 1 | Angola |  |
| 26 maart Kwalificatie Afrika Cup 2012 № ?? «onderlinge duels» |       |       |        |  |

|                                                             |        |       |       |  |
| 5 juni Kwalificatie Afrika Cup 2012 № ?? «onderlinge duels» | Angola | 1 – 0 | Kenia |  |
| 5 juni Kwalificatie Afrika Cup 2012 № ?? «onderlinge duels» |        |       |       |  |

|                                                       |         |       |        |  |
| 10 augustus Vriendschappelijk № ?? «onderlinge duels» | Liberia | 0 – 0 | Angola |  |
| 10 augustus Vriendschappelijk № ?? «onderlinge duels» |         |       |        |  |

|                                                       |        |       |                |  |
| 26 augustus Vriendschappelijk № ?? «onderlinge duels» | Angola | 1 – 2 | Congo-Kinshasa |  |
| 26 augustus Vriendschappelijk № ?? «onderlinge duels» |        |       |                |  |

|                                                                  |        |       |         |  |
| 4 september Kwalificatie Afrika Cup 2012 № ?? «onderlinge duels» | Angola | 2 – 0 | Oeganda |  |
| 4 september Kwalificatie Afrika Cup 2012 № ?? «onderlinge duels» |        |       |         |  |

|                                                                |        |       |               |  |
| 8 oktober Kwalificatie Afrika Cup 2012 № ?? «onderlinge duels» | Angola | 2 – 0 | Guinee-Bissau |  |
| 8 oktober Kwalificatie Afrika Cup 2012 № ?? «onderlinge duels» |        |       |               |  |

|                                                       |        |       |          |  |
| 14 december Vriendschappelijk № ?? «onderlinge duels» | Angola | 1 – 1 | Kameroen |  |
| 14 december Vriendschappelijk № ?? «onderlinge duels» |        |       |          |  |

|                                                       |        |       |        |  |
| 18 december Vriendschappelijk № ?? «onderlinge duels» | Angola | 1 – 0 | Zambia |  |
| 18 december Vriendschappelijk № ?? «onderlinge duels» |        |       |        |  |

|                                                       |        |       |         |  |
| 22 december Vriendschappelijk № ?? «onderlinge duels» | Angola | 0 – 0 | Namibië |  |
| 22 december Vriendschappelijk № ?? «onderlinge duels» |        |       |         |  |

### 2012
|                                                      |         |       |        |  |
| 10 januari Vriendschappelijk № ?? «onderlinge duels» | Nigeria | 0 – 0 | Angola |  |
| 10 januari Vriendschappelijk № ?? «onderlinge duels» |         |       |        |  |

|                                                      |        |       |              |  |
| 14 januari Vriendschappelijk № ?? «onderlinge duels» | Angola | 3 – 1 | Sierra Leone |  |
| 14 januari Vriendschappelijk № ?? «onderlinge duels» |        |       |              |  |

| Afrika Cup 2012 |
| --------------- |

|                                                                      |              |       |        |  |
| 22 januari Afrika Cup 2012 Groep B № ?? «onderlinge duels» 20:00 uur | Burkina Faso | 1 – 2 | Angola |  |
| 22 januari Afrika Cup 2012 Groep B № ?? «onderlinge duels» 20:00 uur |              |       |        |  |

|                                                                      |        |       |        |  |
| 26 januari Afrika Cup 2012 Groep B № ?? «onderlinge duels» 17:00 uur | Soedan | 2 – 2 | Angola |  |
| 26 januari Afrika Cup 2012 Groep B № ?? «onderlinge duels» 17:00 uur |        |       |        |  |

|                                                                      |           |       |        |  |
| 30 januari Afrika Cup 2012 Groep B № ?? «onderlinge duels» 19:00 uur | Ivoorkust | 2 – 0 | Angola |  |
| 30 januari Afrika Cup 2012 Groep B № ?? «onderlinge duels» 19:00 uur |           |       |        |  |

|  |  |  |  |  |  |  |  |  |

|                                                  |        |       |        |  |
| 16 mei Vriendschappelijk № ?? «onderlinge duels» | Angola | 0 – 0 | Zambia |  |
| 16 mei Vriendschappelijk № ?? «onderlinge duels» |        |       |        |  |

|                                                            |        |       |           |                                                                                                |
| 29 mei Vriendschappelijk № ?? «onderlinge duels» 20:00 uur | Angola | 0 – 0 | Macedonië | Estádio António Coimbra da Mota, Estoril Toeschouwers: 200 Scheidsrechter: Pedro Proença (POR) |
| 29 mei Vriendschappelijk № ?? «onderlinge duels» 20:00 uur |        |       |           | Estádio António Coimbra da Mota, Estoril Toeschouwers: 200 Scheidsrechter: Pedro Proença (POR) |

|                                                     |        |       |         |  |
| 3 juni WK 2014 kwalificatie № ?? «onderlinge duels» | Angola | 1 – 1 | Oeganda |  |
| 3 juni WK 2014 kwalificatie № ?? «onderlinge duels» |        |       |         |  |

|                                                      |         |       |        |  |
| 10 juni WK 2014 kwalificatie № ?? «onderlinge duels» | Liberia | 0 – 0 | Angola |  |
| 10 juni WK 2014 kwalificatie № ?? «onderlinge duels» |         |       |        |  |

|                                                       |        |       |            |  |
| 15 augustus Vriendschappelijk № ?? «onderlinge duels» | Angola | 2 – 0 | Mozambique |  |
| 15 augustus Vriendschappelijk № ?? «onderlinge duels» |        |       |            |  |

|                                                                            |          |       |        |  |
| 9 september Kwalificatie Afrika Cup 2013 № ?? «onderlinge duels» 15:00 uur | Zimbabwe | 3 – 1 | Angola |  |
| 9 september Kwalificatie Afrika Cup 2013 № ?? «onderlinge duels» 15:00 uur |          |       |        |  |

|                                                                           |        |       |          |  |
| 14 oktober Kwalificatie Afrika Cup 2013 № ?? «onderlinge duels» 17:00 uur | Angola | 2 – 0 | Zimbabwe |  |
| 14 oktober Kwalificatie Afrika Cup 2013 № ?? «onderlinge duels» 17:00 uur |        |       |          |  |

|                                                       |        |       |                   |  |
| 14 november Vriendschappelijk № ?? «onderlinge duels» | Angola | 1 – 1 | Congo-Brazzaville |  |
| 14 november Vriendschappelijk № ?? «onderlinge duels» |        |       |                   |  |

|                                                       |        |       |        |  |
| 15 december Vriendschappelijk № ?? «onderlinge duels» | Angola | 1 – 1 | Gambia |  |
| 15 december Vriendschappelijk № ?? «onderlinge duels» |        |       |        |  |

|                                                       |        |       |        |  |
| 22 december Vriendschappelijk № ?? «onderlinge duels» | Angola | 1 – 0 | Rwanda |  |
| 22 december Vriendschappelijk № ?? «onderlinge duels» |        |       |        |  |

### 2013
|                                                     |        |       |        |  |
| 5 januari Vriendschappelijk № ?? «onderlinge duels» | Angola | 2 – 0 | Zambia |  |
| 5 januari Vriendschappelijk № ?? «onderlinge duels» |        |       |        |  |

|                                                      |        |       |          |  |
| 13 januari Vriendschappelijk № ?? «onderlinge duels» | Angola | 2 – 0 | Botswana |  |
| 13 januari Vriendschappelijk № ?? «onderlinge duels» |        |       |          |  |

| Afrika Cup 2013 |
| --------------- |

|                                                                      |        |       |         |  |
| 19 januari Afrika Cup 2013 Groep A № ?? «onderlinge duels» 20:00 uur | Angola | 0 – 0 | Marokko |  |
| 19 januari Afrika Cup 2013 Groep A № ?? «onderlinge duels» 20:00 uur |        |       |         |  |

|                                                                      |             |       |        |  |
| 23 januari Afrika Cup 2013 Groep A № ?? «onderlinge duels» 16:00 uur | Zuid-Afrika | 2 – 0 | Angola |  |
| 23 januari Afrika Cup 2013 Groep A № ?? «onderlinge duels» 16:00 uur |             |       |        |  |

|                                                                      |            |       |        |  |
| 27 januari Afrika Cup 2013 Groep A № ?? «onderlinge duels» 18:00 uur | Kaapverdië | 2 – 1 | Angola |  |
| 27 januari Afrika Cup 2013 Groep A № ?? «onderlinge duels» 18:00 uur |            |       |        |  |

|  |  |  |  |  |  |  |  |  |

|                                                       |         |       |        |  |
| 23 maart WK 2014 kwalificatie № ?? «onderlinge duels» | Senegal | 1 – 1 | Angola |  |
| 23 maart WK 2014 kwalificatie № ?? «onderlinge duels» |         |       |        |  |

|                                                     |        |       |         |  |
| 8 juni WK 2014 kwalificatie № ?? «onderlinge duels» | Angola | 1 – 1 | Senegal |  |
| 8 juni WK 2014 kwalificatie № ?? «onderlinge duels» |        |       |         |  |

|                                                      |         |       |        |  |
| 15 juni WK 2014 kwalificatie № ?? «onderlinge duels» | Oeganda | 2 – 1 | Angola |  |
| 15 juni WK 2014 kwalificatie № ?? «onderlinge duels» |         |       |        |  |

|                                                   |        |       |           |  |
| 29 juni Vriendschappelijk № ?? «onderlinge duels» | Angola | 1 – 0 | Swaziland |  |
| 29 juni Vriendschappelijk № ?? «onderlinge duels» |        |       |           |  |

|                                                   |        |       |         |  |
| 14 juli Vriendschappelijk № ?? «onderlinge duels» | Angola | 1 – 1 | Lesotho |  |
| 14 juli Vriendschappelijk № ?? «onderlinge duels» |        |       |         |  |

|                                                   |        |       |        |  |
| 16 juli Vriendschappelijk № ?? «onderlinge duels» | Malawi | 2 – 3 | Angola |  |
| 16 juli Vriendschappelijk № ?? «onderlinge duels» |        |       |        |  |

|                                                   |        |       |            |  |
| 18 juli Vriendschappelijk № ?? «onderlinge duels» | Angola | 0 – 1 | Mozambique |  |
| 18 juli Vriendschappelijk № ?? «onderlinge duels» |        |       |            |  |

|                                                       |            |       |        |  |
| 25 augustus Vriendschappelijk № ?? «onderlinge duels» | Mozambique | 0 – 0 | Angola |  |
| 25 augustus Vriendschappelijk № ?? «onderlinge duels» |            |       |        |  |

|                                                       |        |       |            |  |
| 30 augustus Vriendschappelijk № ?? «onderlinge duels» | Angola | 1 – 1 | Mozambique |  |
| 30 augustus Vriendschappelijk № ?? «onderlinge duels» |        |       |            |  |

|                                                          |        |       |         |  |
| 7 september WK 2014 kwalificatie № ?? «onderlinge duels» | Angola | 4 – 1 | Liberia |  |
| 7 september WK 2014 kwalificatie № ?? «onderlinge duels» |        |       |         |  |

### 2014
|                                                   |                    |       |               |                                                                   |
| 5 maart Vriendschappelijk № ?? «onderlinge duels» | Mozambique         | 1 – 1 | Angola        | Estádio do Zimpeto, Maputo Scheidsrechter: Wellington Kaoma (ZAM) |
| 5 maart Vriendschappelijk № ?? «onderlinge duels» | Hélder Pelembe 65' |       | 22' Vado Dias | Estádio do Zimpeto, Maputo Scheidsrechter: Wellington Kaoma (ZAM) |

|                                                  |                     |       |         |                                                                                |
| 28 mei Vriendschappelijk № ?? «onderlinge duels» | Angola              | 2 – 0 | Marokko | Estádio de São Luís, Faro Toeschouwers: 400 Scheidsrechter: Duarte Gomes (POR) |
| 28 mei Vriendschappelijk № ?? «onderlinge duels» | Bastos 50' Yano 88' |       |         | Estádio de São Luís, Faro Toeschouwers: 400 Scheidsrechter: Duarte Gomes (POR) |

|                                                  |                      |       |           |                                                                                       |
| 30 mei Vriendschappelijk № ?? «onderlinge duels» | Iran                 | 1 – 1 | Angola    | Stadion Hartberg, Hartberg Toeschouwers: 1.000 Scheidsrechter: Alexander Harkam (AUT) |
| 30 mei Vriendschappelijk № ?? «onderlinge duels» | Karim Ansarifard 57' |       | 42' Silva | Stadion Hartberg, Hartberg Toeschouwers: 1.000 Scheidsrechter: Alexander Harkam (AUT) |

|                                                      |           |       |          |                                                                                  |
| 3 augustus Vriendschappelijk № ?? «onderlinge duels» | Angola    | 1 – 0 | Ethiopië | 11 de Novembro, Luanda Toeschouwers: 16.000 Scheidsrechter: António Caxala (ANG) |
| 3 augustus Vriendschappelijk № ?? «onderlinge duels» | Fredy 16' |       |          | 11 de Novembro, Luanda Toeschouwers: 16.000 Scheidsrechter: António Caxala (ANG) |

|                                                       |        |       |          |                                                                                  |
| 13 augustus Vriendschappelijk № ?? «onderlinge duels» | Angola | 0 – 0 | Botswana | 11 de Novembro, Luanda Toeschouwers: 8.000 Scheidsrechter: Joao Amado Goma (ANG) |
| 13 augustus Vriendschappelijk № ?? «onderlinge duels» |        |       |          | 11 de Novembro, Luanda Toeschouwers: 8.000 Scheidsrechter: Joao Amado Goma (ANG) |

|                                                                  |                    |       |        |                              |
| 6 september Afrika Cup 2015 kwalificatie № ?? «onderlinge duels» | Gabon              | 1 – 0 | Angola | Stade d'Angondjé, Libreville |
| 6 september Afrika Cup 2015 kwalificatie № ?? «onderlinge duels» | Samson Mbingui 25' |       |        | Stade d'Angondjé, Libreville |

|                                                                   |        |                                                                |              |                                                           |
| 10 september Afrika Cup 2015 kwalificatie № ?? «onderlinge duels» | Angola | 0 – 3                                                          | Burkina Faso | 11 de Novembro, Luanda Scheidsrechter: Víctor Gomes (RSA) |
| 10 september Afrika Cup 2015 kwalificatie № ?? «onderlinge duels» |        | 43' Aristide Bancé 49' Jonathan Pitroipa 57' Jonathan Pitroipa |              | 11 de Novembro, Luanda Scheidsrechter: Víctor Gomes (RSA) |

|                                                                 |         |       |        |                                                          |
| 10 oktober Afrika Cup 2015 kwalificatie № ?? «onderlinge duels» | Lesotho | 0 – 0 | Angola | Setsotostadion, Maseru Scheidsrechter: Kokou Fagla (TOG) |
| 10 oktober Afrika Cup 2015 kwalificatie № ?? «onderlinge duels» |         |       |        | Setsotostadion, Maseru Scheidsrechter: Kokou Fagla (TOG) |

|                                                                 |                                                       |       |         |                                                          |
| 15 oktober Afrika Cup 2015 kwalificatie № ?? «onderlinge duels» | Angola                                                | 4 – 0 | Lesotho | 11 de Novembro, Luanda Scheidsrechter: Ade Adelaid (COM) |
| 15 oktober Afrika Cup 2015 kwalificatie № ?? «onderlinge duels» | Bastos 2' Ary 33' Tsoanelo Koetle 47' (e.d.) Love 57' |       |         | 11 de Novembro, Luanda Scheidsrechter: Ade Adelaid (COM) |

|                                                                  |        |       |       |                                                                 |
| 15 november Afrika Cup 2015 kwalificatie № ?? «onderlinge duels» | Angola | 0 – 0 | Gabon | 11 de Novembro, Luanda Scheidsrechter: Hailemalak Tessema (ETH) |
| 15 november Afrika Cup 2015 kwalificatie № ?? «onderlinge duels» |        |       |       | 11 de Novembro, Luanda Scheidsrechter: Hailemalak Tessema (ETH) |

|                                                                  |                              |       |                          |                                                                     |
| 19 november Afrika Cup 2015 kwalificatie № ?? «onderlinge duels» | Burkina Faso                 | 1 – 1 | Angola                   | Stade du 4 aout, Ouagadougou Scheidsrechter: Youssef Essrayri (TUN) |
| 19 november Afrika Cup 2015 kwalificatie № ?? «onderlinge duels» | Jonathan Pitroipa 45' (pen.) |       | 28' (pen.) Djalma Campos | Stade du 4 aout, Ouagadougou Scheidsrechter: Youssef Essrayri (TUN) |

### 2015
|                                                    |                                                 |       |        |                                                                                                  |
| 26 maart Vriendschappelijk № ?? «onderlinge duels» | Ivoorkust                                       | 2 – 0 | Angola | Stade Félix Houphouët-Boigny, Abidjan Toeschouwers: 12.400 Scheidsrechter: Boureima Sanogo (BUR) |
| 26 maart Vriendschappelijk № ?? «onderlinge duels» | Diarrassouba Viera 24' Salomon Kalou 89' (pen.) |       |        | Stade Félix Houphouët-Boigny, Abidjan Toeschouwers: 12.400 Scheidsrechter: Boureima Sanogo (BUR) |

|                                                              |                                                                            |       |                    |                                                                     |
| 13 juni Afrika Cup 2017 kwalificatie № ?? «onderlinge duels» | Angola                                                                     | 4 – 0 | Centr.-Afrik. Rep. | Nacional da Tundavala, Lubango Scheidsrechter: Duncan Lengani (MAW) |
| 13 juni Afrika Cup 2017 kwalificatie № ?? «onderlinge duels» | Gelson 35' Dolly Menga 57' (pen.) Gelson 63' Sebastião Gilberto 90' (pen.) |       |                    | Nacional da Tundavala, Lubango Scheidsrechter: Duncan Lengani (MAW) |

|                                                   |                                        |       |                          |                                                                                   |
| 16 juni Vriendschappelijk № ?? «onderlinge duels» | Zuid-Afrika                            | 2 – 1 | Angola                   | Groenpuntstadion, Kaapstad Toeschouwers: 8.112 Scheidsrechter: Sentso Mohau (LES) |
| 16 juni Vriendschappelijk № ?? «onderlinge duels» | Thamsanqa Gabuza 45' Ayanda Patosi 68' |       | 25' Alexander Christovão | Groenpuntstadion, Kaapstad Toeschouwers: 8.112 Scheidsrechter: Sentso Mohau (LES) |

|                                                   |                                       |       |                         |                                                           |
| 21 juni Vriendschappelijk № ?? «onderlinge duels» | Swaziland                             | 2 – 2 | Angola                  | Somhlolostadion, Lobamba Scheidsrechter: Emile Fred (SEY) |
| 21 juni Vriendschappelijk № ?? «onderlinge duels» | Tony Tsabedze 65' Sabelo Ndzinisa 83' |       | 30' Dário 54' Ary Papel | Somhlolostadion, Lobamba Scheidsrechter: Emile Fred (SEY) |

|                                                                                 |           |       |                                                               |                                                                           |
| 13 november Kwalificatie WK 2018 Tweede ronde № ?? «onderlinge duels» 15:30 uur | Angola    | 1 – 3 | Zuid-Afrika                                                   | Estádio Nacional de Ombaka, Benguela Scheidsrechter: Bamlak Tessema (ETH) |
| 13 november Kwalificatie WK 2018 Tweede ronde № ?? «onderlinge duels» 15:30 uur | Gelson 2' |       | 14' Tokelo Rantie 20' Thamsanqa Gabuza 80' (pen.) Andile Jali | Estádio Nacional de Ombaka, Benguela Scheidsrechter: Bamlak Tessema (ETH) |

|                                                                                 |                          |       |        |                                                                   |
| 17 november Kwalificatie WK 2018 Tweede ronde № ?? «onderlinge duels» 18:00 uur | Zuid-Afrika              | 1 – 0 | Angola | Moses Mabhida Stadion, Durban Scheidsrechter: Davies Omweno (KEN) |
| 17 november Kwalificatie WK 2018 Tweede ronde № ?? «onderlinge duels» 18:00 uur | Manucho Diniz 67' (e.d.) |       |        | Moses Mabhida Stadion, Durban Scheidsrechter: Davies Omweno (KEN) |

### 2016
|                                                                                        |        |                  |          |                                                                              |
| 17 januari African Championship of Nations 2016 Groep B № «onderlinge duels» 17:00 uur | Angola | 0 – 1            | Kameroen | Stade Huye, Butare Toeschouwers: 8.000 Scheidsrechter: Mahamadou Keita (MLI) |
| 17 januari African Championship of Nations 2016 Groep B № «onderlinge duels» 17:00 uur |        | 24' Yazid Atouba |          | Stade Huye, Butare Toeschouwers: 8.000 Scheidsrechter: Mahamadou Keita (MLI) |

|                                                                                     |                                                                          |       |                                    |                                                                                  |
| 21 januari African Nations Championship 2016 Groep B № «onderlinge duels» 14:00 uur | Congo-Kinshasa                                                           | 4 – 2 | Angola                             | Stade Huye, Butare Toeschouwers: 7.500 Scheidsrechter: Lemghaifry Ould Ali (MTN) |
| 21 januari African Nations Championship 2016 Groep B № «onderlinge duels» 14:00 uur | Nelson Munganga 8' Meschak Eila 18' Jonathan Bolingi 38' Bope Bokadi 82' |       | 76' Gelson 84' (e.d.) Joël Kimwaki | Stade Huye, Butare Toeschouwers: 7.500 Scheidsrechter: Lemghaifry Ould Ali (MTN) |

|                                                                                     |                    |       |                             |                                                             |
| 25 januari African Nations Championship 2016 Groep B № «onderlinge duels» 15:00 uur | Ethiopië           | 1 – 2 | Angola                      | Amahorostadion, Kigali Scheidsrechter: Joseph Lamptey (GHA) |
| 25 januari African Nations Championship 2016 Groep B № «onderlinge duels» 15:00 uur | Seyoum Tesfaye 74' |       | 54' Ary Papel 73' Ary Papel | Amahorostadion, Kigali Scheidsrechter: Joseph Lamptey (GHA) |

|                                                                              |                                            |       |           |                                                                  |
| 26 maart Kwalificatie Afrika Cup 2017 Groep B № «onderlinge duels» 15:30 uur | Congo-Kinshasa                             | 2 – 1 | Angola    | Stade des Martyrs, Kinshasa Scheidsrechter: Joseph Lamptey (GHA) |
| 26 maart Kwalificatie Afrika Cup 2017 Groep B № «onderlinge duels» 15:30 uur | Cédric Bakambu 23' (pen.) Meschak Eila 79' |       | 90' Fredy | Stade des Martyrs, Kinshasa Scheidsrechter: Joseph Lamptey (GHA) |

|                                                                              |        |                                       |                |                                                                       |
| 29 maart Kwalificatie Afrika Cup 2017 Groep B № «onderlinge duels» 17:00 uur | Angola | 0 – 2                                 | Congo-Kinshasa | Estádio 11 de Novembro, Luanda Scheidsrechter: El Fadil Mohamed (SUD) |
| 29 maart Kwalificatie Afrika Cup 2017 Groep B № «onderlinge duels» 17:00 uur |        | 44' Joël Kimwaki 89' Jonathan Bolingi |                | Estádio 11 de Novembro, Luanda Scheidsrechter: El Fadil Mohamed (SUD) |

|                                                                            |                                                             |       |                   |                                                                        |
| 5 juni Kwalificatie Afrika Cup 2017 Groep B № «onderlinge duels» 17:00 uur | Centraal-Afrikaanse Republiek                               | 3 – 1 | Angola            | Barthélemy Bogandastadion, Bangui Scheidsrechter: Yakhouba Keita (GUI) |
| 5 juni Kwalificatie Afrika Cup 2017 Groep B № «onderlinge duels» 17:00 uur | Vianney Mabibé 15' Eloge Enza Yamissi 38' Moussa Limane 77' |       | 86' Valdemar Pana | Barthélemy Bogandastadion, Bangui Scheidsrechter: Yakhouba Keita (GUI) |

|                                                                |                                                                       |       |        |                                                                           |
| 12 juni COSAFA Cup 2016 Groep B № «onderlinge duels» 17:30 uur | Malawi                                                                | 3 – 0 | Angola | Onafhankelijkheidsstadion, Windhoek Scheidsrechter: Bernard Camille (SEY) |
| 12 juni COSAFA Cup 2016 Groep B № «onderlinge duels» 17:30 uur | Gabadinho Mhango 32' Gabadinho Mhango 72' Gabadinho Mhango 90' (pen.) |       |        | Onafhankelijkheidsstadion, Windhoek Scheidsrechter: Bernard Camille (SEY) |

|                                                                |        |                                               |         |                                                                           |
| 14 juni COSAFA Cup 2016 Groep B № «onderlinge duels» 17:00 uur | Angola | 0 – 2                                         | Lesotho | Onafhankelijkheidsstadion, Windhoek Scheidsrechter: Norman Matemera (ZIM) |
| 14 juni COSAFA Cup 2016 Groep B № «onderlinge duels» 17:00 uur |        | 11' Tumelo Khutlang 80' (pen.) Hlompho Kalake |         | Onafhankelijkheidsstadion, Windhoek Scheidsrechter: Norman Matemera (ZIM) |

|                                                                |        |                               |           |                                                                          |
| 16 juni COSAFA Cup 2016 Groep B № «onderlinge duels» 17:00 uur | Angola | 0 – 2                         | Mauritius | Onafhankelijkheidsstadion, Windhoek Scheidsrechter: Jackson Pavaza (NAM) |
| 16 juni COSAFA Cup 2016 Groep B № «onderlinge duels» 17:00 uur |        | 1' Luis Dorza 24' Andy Sophie |           | Onafhankelijkheidsstadion, Windhoek Scheidsrechter: Jackson Pavaza (NAM) |

|                                                                                 |            |       |                             |                                                                    |
| 3 september Kwalificatie Afrika Cup 2017 Groep B № «onderlinge duels» 16:00 uur | Angola     | 1 – 1 | Madagaskar                  | Estádio 11 de Novembro, Luanda Scheidsrechter: Janny Sikazwe (ZAM) |
| 3 september Kwalificatie Afrika Cup 2017 Groep B № «onderlinge duels» 16:00 uur | Gelson 55' |       | 17' Pascal Razakanantenaina | Estádio 11 de Novembro, Luanda Scheidsrechter: Janny Sikazwe (ZAM) |

|                                                               |          |       |        |                             |
| 30 september Vriendschappelijk № «onderlinge duels» 15:00 uur | Botswana | 4 – 1 | Angola | Nationaal stadion, Gaborone |
| 30 september Vriendschappelijk № «onderlinge duels» 15:00 uur |          |       |        | Nationaal stadion, Gaborone |

### 2017
|                                                           |                                  |       |        |                                                                                          |
| 25 maart Vriendschappelijk № «onderlinge duels» 20:00 uur | Mozambique                       | 2 – 0 | Angola | Estádio do Zimpeto, Maputo Toeschouwers: onbekend Scheidsrechter: Thulani Sibandze (SWZ) |
| 25 maart Vriendschappelijk № «onderlinge duels» 20:00 uur | Clésio 57' Herenílson 73' (e.d.) |       |        | Estádio do Zimpeto, Maputo Toeschouwers: onbekend Scheidsrechter: Thulani Sibandze (SWZ) |

|                                                           |             |       |        |                                                                                           |
| 28 maart Vriendschappelijk № «onderlinge duels» 18:00 uur | Zuid-Afrika | 0 – 0 | Angola | Buffalo City Stadium, East London Toeschouwers: 11.700 Scheidsrechter: Joshua Bondo (BOT) |
| 28 maart Vriendschappelijk № «onderlinge duels» 18:00 uur |             |       |        | Buffalo City Stadium, East London Toeschouwers: 11.700 Scheidsrechter: Joshua Bondo (BOT) |

|                                                                             |                                                                  |       |                 |                                                                             |
| 10 juni Kwalificatie Afrika Cup 2019 Groep I № «onderlinge duels» 18:00 uur | Burkina Faso                                                     | 3 – 1 | Angola          | Stade du 4 Août, Ouagadougou Scheidsrechter: Mahmoud Zakaria El Banna (EGY) |
| 10 juni Kwalificatie Afrika Cup 2019 Groep I № «onderlinge duels» 18:00 uur | Aristide Bancé 21' Aristide Bancé 42' (pen.) Bertrand Traoré 79' |       | 23' Gelson Dala | Stade du 4 Août, Ouagadougou Scheidsrechter: Mahmoud Zakaria El Banna (EGY) |

|                                                                |           |                    |        |                                                                  |
| 25 juni COSAFA Cup 2017 Groep A № «onderlinge duels» 17:30 uur | Mauritius | 0 – 1              | Angola | Morulengstadion, Rustenburg Scheidsrechter: Jackson Pavaza (NAM) |
| 25 juni COSAFA Cup 2017 Groep A № «onderlinge duels» 17:30 uur |           | 4' Augusto Quibeto |        | Morulengstadion, Rustenburg Scheidsrechter: Jackson Pavaza (NAM) |

|                                                                |        |       |          |                                                                      |
| 27 juni COSAFA Cup 2017 Groep A № «onderlinge duels» 19:30 uur | Angola | 0 – 0 | Tanzania | Royal Bafokengstadion, Rustenburg Scheidsrechter: Victor Gomes (RSA) |
| 27 juni COSAFA Cup 2017 Groep A № «onderlinge duels» 19:30 uur |        |       |          | Royal Bafokengstadion, Rustenburg Scheidsrechter: Victor Gomes (RSA) |

|                                                                |        |       |        |                                                                         |
| 29 juni COSAFA Cup 2017 Groep A № «onderlinge duels» 19:00 uur | Malawi | 0 – 0 | Angola | Royal Bafokengstadion, Rustenburg Scheidsrechter: Ahmad Heeralall (MRI) |
| 29 juni COSAFA Cup 2017 Groep A № «onderlinge duels» 19:00 uur |        |       |        | Royal Bafokengstadion, Rustenburg Scheidsrechter: Ahmad Heeralall (MRI) |

|                                                               |           |                                |        |                                                              |
| 16 juli Kwalificatie CHAN 2018 № «onderlinge duels» 15:30 uur | Mauritius | 0 – 1                          | Angola | Stade Anjalay, Mapou Scheidsrechter: Thando Ndzandzeka (RSA) |
| 16 juli Kwalificatie CHAN 2018 № «onderlinge duels» 15:30 uur |           | 27' (pen.) Ricardo Job Estévão |        | Stade Anjalay, Mapou Scheidsrechter: Thando Ndzandzeka (RSA) |

|                                                               |                                                |       |                                            |                                                                                 |
| 23 juli Kwalificatie CHAN 2018 № «onderlinge duels» 16:30 uur | Angola                                         | 3 – 2 | Mauritius                                  | Estádio 11 de Novembro, Luanda Scheidsrechter: Nomore Murambiwa Musundire (ZIM) |
| 23 juli Kwalificatie CHAN 2018 № «onderlinge duels» 16:30 uur | Ricardo Job Estévão 2' Geraldo 44' Geraldo 71' |       | 12' Kevin Perticots 45+1' Jonathan Édouard | Estádio 11 de Novembro, Luanda Scheidsrechter: Nomore Murambiwa Musundire (ZIM) |

|                                                                   |            |       |        |                                                                               |
| 13 augustus Kwalificatie CHAN 2018 № «onderlinge duels» 14:30 uur | Madagaskar | 0 – 0 | Angola | Mahamasinastadion, Antananarivo Scheidsrechter: Ahmad Imtehaz Heeralall (MRI) |
| 13 augustus Kwalificatie CHAN 2018 № «onderlinge duels» 14:30 uur |            |       |        | Mahamasinastadion, Antananarivo Scheidsrechter: Ahmad Imtehaz Heeralall (MRI) |

|                                                                   |                     |       |            |                                                                            |
| 19 augustus Kwalificatie CHAN 2018 № «onderlinge duels» 16:30 uur | Angola              | 1 – 0 | Madagaskar | Estádio 11 de Novembro, Luanda Scheidsrechter: Bamlak Tessema Weyesa (ETH) |
| 19 augustus Kwalificatie CHAN 2018 № «onderlinge duels» 16:30 uur | Dani Massunguna 68' |       |            | Estádio 11 de Novembro, Luanda Scheidsrechter: Bamlak Tessema Weyesa (ETH) |

### 2018
|                                                                                   |        |       |              |                                                                 |
| 16 januari African Championship of Nations Groep D № «onderlinge duels» 16:30 uur | Angola | 0 – 0 | Burkina Faso | Stade Adrar, Agadir Scheidsrechter: Bamlak Tessema Weyesa (ETH) |
| 16 januari African Championship of Nations Groep D № «onderlinge duels» 16:30 uur |        |       |              | Stade Adrar, Agadir Scheidsrechter: Bamlak Tessema Weyesa (ETH) |

|                                                                                   |                                |       |          |                                                            |
| 20 januari African Championship of Nations Groep D № «onderlinge duels» 16:30 uur | Angola                         | 1 – 0 | Kameroen | Stade Adrar, Agadir Scheidsrechter: Maguette N'Diaye (SEN) |
| 20 januari African Championship of Nations Groep D № «onderlinge duels» 16:30 uur | Ricardo Job Estévão 30' (pen.) |       |          | Stade Adrar, Agadir Scheidsrechter: Maguette N'Diaye (SEN) |

|                                                                                   |                                |       |        |                                                            |
| 24 januari African Championship of Nations Groep D № «onderlinge duels» 19:00 uur | Congo-Brazzaville              | 0 – 0 | Angola | Stade Adrar, Agadir Scheidsrechter: Mustapha Ghorbal (ALG) |
| 24 januari African Championship of Nations Groep D № «onderlinge duels» 19:00 uur | Ricardo Job Estévão 30' (pen.) |       |        | Stade Adrar, Agadir Scheidsrechter: Mustapha Ghorbal (ALG) |

|                                                                                       |                                             |              |        |                                                             |
| 28 januari African Championship of Nations Kwartfinale № «onderlinge duels» 16:30 uur | Nigeria                                     | 2 – 1 (n.v.) | Angola | Stade Ibn Batouta, Tanger Scheidsrechter: Sadok Selmi (TUN) |
| 28 januari African Championship of Nations Kwartfinale № «onderlinge duels» 16:30 uur | Anthony Okpotu 90+2' Gabriel Okechukwu 109' |              | 56' Vá | Stade Ibn Batouta, Tanger Scheidsrechter: Sadok Selmi (TUN) |

|                                                            |                  |              |                   |                                                                                        |
| 21 maart Vierlandentoernooi № «onderlinge duels» 15:00 uur | Zuid-Afrika      | 1 – 1 (n.v.) | Angola            | Levy Mwanawasastadion, Ndola Toeschouwers: 2.000 Scheidsrechter: Patrick Ngoleka (MAW) |
| 21 maart Vierlandentoernooi № «onderlinge duels» 15:00 uur | Lebo Mothiba 51' |              | 33' Djalma Campos | Levy Mwanawasastadion, Ndola Toeschouwers: 2.000 Scheidsrechter: Patrick Ngoleka (MAW) |
| 21 maart Vierlandentoernooi № «onderlinge duels» 15:00 uur | Strafschoppen    |              |                   | Levy Mwanawasastadion, Ndola Toeschouwers: 2.000 Scheidsrechter: Patrick Ngoleka (MAW) |
| 21 maart Vierlandentoernooi № «onderlinge duels» 15:00 uur | 5 – 3            |              |                   | Levy Mwanawasastadion, Ndola Toeschouwers: 2.000 Scheidsrechter: Patrick Ngoleka (MAW) |

|                                                            |                              |              |                                      |                                                                                         |
| 24 maart Vierlandentoernooi № «onderlinge duels» 14:00 uur | Angola                       | 2 – 2 (n.v.) | Zimbabwe                             | Levy Mwanawasastadion, Ndola Toeschouwers: 36.000 Scheidsrechter: Patrick Ngoleka (MAW) |
| 24 maart Vierlandentoernooi № «onderlinge duels» 14:00 uur | Djalma Campos 45+1' Yano 90' |              | 22' Abbas Amidu 54' Talent Chawapiwa | Levy Mwanawasastadion, Ndola Toeschouwers: 36.000 Scheidsrechter: Patrick Ngoleka (MAW) |
| 24 maart Vierlandentoernooi № «onderlinge duels» 14:00 uur | Strafschoppen                |              |                                      | Levy Mwanawasastadion, Ndola Toeschouwers: 36.000 Scheidsrechter: Patrick Ngoleka (MAW) |
| 24 maart Vierlandentoernooi № «onderlinge duels» 14:00 uur | 4 – 2                        |              |                                      | Levy Mwanawasastadion, Ndola Toeschouwers: 36.000 Scheidsrechter: Patrick Ngoleka (MAW) |

|                                                          |                                                     |       |             |                                                                                              |
| 28 mei COSAFA Cup Groep B № «onderlinge duels» 17:00 uur | Botswana                                            | 2 – 1 | Angola      | Peter Mokabastadion, Pietersburg Toeschouwers: 300 Scheidsrechter: Hamada Nampiandraza (MAD) |
| 28 mei COSAFA Cup Groep B № «onderlinge duels» 17:00 uur | Kabelo Seakanyeng 5' (pen.) Onkabetse Makgantai 45' |       | 58' Kaporal | Peter Mokabastadion, Pietersburg Toeschouwers: 300 Scheidsrechter: Hamada Nampiandraza (MAD) |

|                                                          |                                  |       |           |                                                                         |
| 30 mei COSAFA Cup Groep B № «onderlinge duels» 17:00 uur | Angola                           | 1 – 0 | Mauritius | Peter Mokabastadion, Pietersburg Scheidsrechter: Nomore Musundire (ZIM) |
| 30 mei COSAFA Cup Groep B № «onderlinge duels» 17:00 uur | Emmanuel Rudy Vincent 63' (e.d.) |       |           | Peter Mokabastadion, Pietersburg Scheidsrechter: Nomore Musundire (ZIM) |

|                                                          |        |       |        |                                                                            |
| 1 juni COSAFA Cup Groep B № «onderlinge duels» 17:30 uur | Angola | 0 – 0 | Malawi | Peter Mokabastadion, Pietersburg Scheidsrechter: Hamada Nampiandraza (MAD) |
| 1 juni COSAFA Cup Groep B № «onderlinge duels» 17:30 uur |        |       |        | Peter Mokabastadion, Pietersburg Scheidsrechter: Hamada Nampiandraza (MAD) |

|                                                                 |                 |       |          |                                                                     |
| 9 september Kwalificatie AK 2019 № «onderlinge duels» 16:00 uur | Angola          | 1 – 0 | Botswana | Estádio 11 de Novembro, Luanda Scheidsrechter: Bakary Gassama (GAM) |
| 9 september Kwalificatie AK 2019 № «onderlinge duels» 16:00 uur | Gelson Dala 30' |       |          | Estádio 11 de Novembro, Luanda Scheidsrechter: Bakary Gassama (GAM) |

|                                                               |              |       |        |                                                                          |
| 16 oktober Kwalificatie AK 2019 № «onderling duels» 17:00 uur | Mauritanië   | 1 – 0 | Angola | Stade Cheikha Ould Boïdiya, Nouakchott Scheidsrechter: Sadok Selmi (TUN) |
| 16 oktober Kwalificatie AK 2019 № «onderling duels» 17:00 uur | Adama Ba 17' |       |        | Stade Cheikha Ould Boïdiya, Nouakchott Scheidsrechter: Sadok Selmi (TUN) |

### 2019
| Afrikaans Kampioenschap 2019 |
| ---------------------------- |

|                                                                        |            |       |        |                                                                                  |
| 29 juni Afrikaans Kampioenschap Groep E № «onderlinge duels» 16:00 uur | Mauritanië | 0 – 0 | Angola | Suezstadion, Suez Toeschouwers: 10.120 Scheidsrechter: Ibrahim Nour El Din (EGY) |
| 29 juni Afrikaans Kampioenschap Groep E № «onderlinge duels» 16:00 uur |            |       |        | Suezstadion, Suez Toeschouwers: 10.120 Scheidsrechter: Ibrahim Nour El Din (EGY) |

FAF · A-internationals · Bondscoaches · Statistieken · Angolees vrouwenelftal · Olympisch elftal · Angola U21 · Angola U20 · Angola U19 · Angola U18 · Angola U17
1980 – 1989 · 
1990 – 1999 · 
2000 – 2009 · 
2010 – 2019 ·
2020 − 2029
WK 2006
1977 · 
1978 · 1979 · 
1980 · 
1981 · 
1982 · 
1983 · 
1984 · 
1985 · 
1986 · 
1987 · 
1988 · 
1989 · 
1990 · 
1991 · 
1992 · 
1993 · 
1994 · 
1995 · 
1996 · 
1997 · 
1998 · 
1999 · 
2000 · 
2001 · 
2002 · 
2003 · 
2004 · 
2005 · 
2006 · 
2007 · 
2008 · 
2009 · 
2010 · 
2011 · 
2012 · 
2013 · 
2014 ·
2015 ·
2016 ·
2017 ·
2018 ·
2019 ·
2020 ·
2021 ·
2022 ·
2023 ·
2024
Algerije ·
Argentinië ·
Bahrein ·
Benin ·
Botswana ·
Burkina Faso ·
Burundi ·
Centraal-Afrikaanse Republiek ·
Comoren ·
Congo-Brazzaville ·
Congo-Kinshasa ·
Cuba ·
Egypte ·
Equatoriaal-Guinea ·
Eritrea ·
Estland ·
Ethiopië ·
Gabon ·
Gambia ·
Ghana ·
Guinee ·
Guinee-Bissau ·
Iran ·
Ivoorkust ·
Japan ·
Kaapverdië ·
Kameroen ·
Kenia ·
Lesotho ·
Letland ·
Liberia ·
Libië ·
Madagaskar ·
Malawi ·
Mali ·
Malta ·
Marokko ·
Mauritanië ·
Mauritius ·
Mexico ·
Mozambique ·
Namibië ·
Niger ·
Nigeria ·
Noord-Macedonië ·
Oeganda ·
Portugal ·
Rwanda ·
Sao Tomé en Principe ·
Saoedi-Arabië ·
Senegal ·
Seychellen ·
Sierra Leone ·
Soedan ·
Swaziland ·
Tanzania ·
Togo ·
Tsjaad ·
Tunesië ·
Turkije ·
Uruguay ·
Venezuela ·
Verenigde Arabische Emiraten ·
Zaïre ·
Zambia ·
Zimbabwe ·
Zuid-Afrika ·
Zuid-Korea
Iran (2006) ·
Mexico (2006) ·
Portugal (2006)
AFC-zone: Afghanistan · Australië · Bahrein · Bangladesh · Bhutan · Brunei · Cambodja · China · Chinees Taipei · Filipijnen · Guam · Hongkong · India · Indonesië · Iran · Irak · Japan · Jemen · Jordanië · Koeweit · Kirgizië · Laos · Libanon · Macau · Maleisië · Maldiven · Mongolië · Myanmar · Nepal · Noord-Korea · Oezbekistan · Oman · Oost-Timor · Pakistan · Palestina · Qatar · Saoedi-Arabië · Singapore · Sri Lanka · Syrië · Tadjikistan · Thailand · Turkmenistan · Verenigde Arabische Emiraten · Vietnam · Zuid-Korea

CAF-zone: Algerije · Angola · Benin · Botswana · Burkina Faso · Burundi · Centraal-Afrikaanse Republiek · Comoren · Congo-Brazzaville · Congo-Kinshasa · Djibouti · Egypte · Equatoriaal-Guinea · Eritrea · Ethiopië · Gabon · Gambia · Ghana · Guinee · Guinee-Bissau · Ivoorkust · Kaapverdië · Kameroen · Kenia · Lesotho · Liberia · Libië · Madagaskar · Malawi · Mali · Mauritanië · Mauritius · Marokko · Mozambique · Namibië · Niger · Nigeria · Oeganda · Rwanda · Sao Tomé en Principe · Senegal · Seychellen · Sierra Leone · Soedan · Somalië · Swaziland · Tanzania · Togo · Tsjaad · Tunesië · Zambia · Zimbabwe · Zuid-Afrika · Zuid-Soedan 

CONCACAF-zone: Amerikaanse Maagdeneilanden · Anguilla · Antigua en Barbuda · Aruba · Bahama's · Barbados · Belize · Bermuda · Britse Maagdeneilanden · Canada · Kaaimaneilanden · Costa Rica · Cuba · Curaçao · Dominica · Dominicaanse Republiek · El Salvador · Frans Guyana · Grenada · Guadeloupe · Guatemala · Guyana · Haïti · Honduras · Jamaica · Martinique · Mexico · Montserrat · 
Nicaragua · Panama · Puerto Rico · Saint Kitts en Nevis · Saint Lucia · Saint Vincent en de Grenadines · Sint Maarten · Suriname · Trinidad en Tobago · Turks- en Caicoseilanden · Verenigde Staten

CONMEBOL-zone: Argentinië · Bolivia · Brazilië · Chili · Colombia · Ecuador · Paraguay · Peru · Uruguay · Venezuela

OFC-zone: Amerikaans-Samoa · Cookeilanden · Fiji · Nieuw-Caledonië · Nieuw-Zeeland · Papoea-Nieuw-Guinea · Samoa · Salomoneilanden · Tahiti · Tonga · Vanuatu

UEFA-zone: Albanië · Andorra · Armenië · Azerbeidzjan · België · Bosnië en Herzegovina · Bulgarije · Cyprus · Denemarken · Duitsland · Engeland · Estland · Faeröer · Finland · Frankrijk · Georgië · Gibraltar · Griekenland · Hongarije · IJsland · Ierland · Israël · Italië · Kazachstan · Kosovo · Kroatië · Letland · Liechtenstein · Litouwen · Luxemburg · Macedonië · Malta · Moldavië · Montenegro · Nederland · Noord-Ierland · Noorwegen · Oekraïne · Oostenrijk · Polen · Portugal · Roemenië · Rusland · San Marino · Schotland · Servië · Slovenië · Slowakije · Spanje · Tsjechië · Turkije · Wales · Wit-Rusland · Zweden · Zwitserland